# Robert Schick (Fußballspieler)
Robert Schick (* 26. August 1993 in Bad Soden am Taunus) ist ein deutscher Fußballspieler.

## Werdegang

### Spieler
2012 wechselte Schick aus der U-19 des Karlsruher SC zum FSV Frankfurt. Seinen ersten Einsatz für Frankfurt hatte er in der 1. Runde des DFB-Pokals 2012/13. Beim 4:0-Erfolg über die SG Sonnenhof Großaspach wurde er in der 65. Minute für Moise Bambara eingewechselt. Nach mehreren Einsätzen für die zweite Mannschaft des FSV in der Regionalliga Südwest wurde Schick im Sommer 2013 für ein Jahr an den Halleschen FC verliehen. Seinen ersten Einsatz in der 3. Liga für Halle absolvierte er am 24. August 2013, dem 5. Spieltag, beim 2:0-Sieg über die SV Elversberg. Da er wegen einer Hüftoperation für mehrere Monate ausfiel, absolvierte er in dieser Spielzeit nur elf Drittligaspiele. Am Saisonende 2013/14 löste Schick seinen noch bestehenden Vertrag mit dem FSV Frankfurt auf und wechselte für zwei Jahre nach Halle. Am 25. Oktober 2014 erzielte er mit dem 2:0 gegen SV Wehen Wiesbaden sein erstes Tor für den HFC und in seiner Karriere.
Am 30. Januar 2015 wechselte Robert Schick zum VfR Aalen, dort hatte er sechs Einsätze in der zweiten Mannschaft, während er in der Profimannschaft zu keinem Einsatz kam. Zur Saison 2015/16 wechselte Schick zum Regionalligisten VfL Wolfsburg II.
2017 kehrte Schick zum mittlerweile abgestiegenem Regionalligisten FSV Frankfurt zurück. Nach 2 Jahren wechselte er zum aufgestiegenen Regionalligisten FC Bayern Alzenau. Für diesen bestritt er 25 Einsätze in der Regionalliga Südwest und einen im Hessenpokal. Sein letztes Spiel auf der linken Außenbahn absolvierte er am 17. Oktober 2020 gegen die TSG 1899 Hoffenheim II, danach fiel er verletzungsbedingt aus und musste wegen einer fortgeschrittenen Hüftarthrose am 2. Februar 2021 seine Spielerkarriere im Alter von 27 Jahren vorzeitig beenden.

### Trainer
Ab März 2021 übernahm Robert Schick beim FC Bayern Alzenau als Trainer die U23 des Vereins. Circa ein Jahr später musste er das Amt aufgrund beruflichen Gründen jedoch wieder aufgeben.

## Persönliches
Schick ist Familienvater und absolvierte eine Ausbildung zum Anlagenmechaniker für Heizung, Sanitär und Klima.